# La mossa del cavallo
La mossa del cavallo è un romanzo poliziesco di Andrea Camilleri pubblicato nel 1999, ispirato da un fatto di cronaca realmente accaduto a Barrafranca (Enna) nel XIX secolo.

## Trama
Nell'ancora calda Sicilia dei mesi di settembre e ottobre dell'anno 1877 si svolge la farsa tragica del ragioniere Giovanni Bovara, nato a Vigata, ma ormai genovese per adozione, poiché da bambino con la sua famiglia si era trasferito a Genova.
Il direttore generale delle Finanze a Roma, venuto a sapere di sospetti episodi di corruzione, ma soprattutto della poco chiara morte di due ispettori, invia il ragioniere Bovara come nuovo Ispettore Capo dei mulini a Montelusa per indagare e riferire.
Bovara deve investigare riguardo all'applicazione dell'odiosa tassa sul macinato emanata nel maggio del 1868. Si trattava di una "tassa sul pane" (come fu chiamata) da cui si originarono fenomeni di protesta popolare e ribellioni nell'Italia post-risorgimentale.
L'ispettore mandato da Roma dà subito segni di voler fare seriamente il suo lavoro e di voler respingere ogni tentativo di piccola e grande corruzione, aiutato in questo dalla sua mentalità e dalla sua educazione non siciliana, che gli permette di mantenersi estraneo alla rete di complicità e di sottintesi dell'ambiente mafioso e omertoso siciliano dell'epoca.
Bovara infatti pensa e sogna in ligure, e questo lo isola e lo immunizza dall'ambiente circostante. Nello stesso tempo, tuttavia, ciò gli impedisce di capire la trama dei rapporti criminali che viene intessuta su di lui.
L'ispettore sta andando a cavallo a ispezionare un mulino quando sente esplodere vicinissimo due colpi di fucile. Pensando di essere la terza vittima mancata da aggiungere ai suoi due predecessori, estrae il revolver che porta con sé e cerca di scoprire i sicari, ma invece trova morente il "parrino" Artemio Carnazza, un prete donnaiolo avido e corrotto, che con l'ultimo respiro che gli rimane denuncia all'ispettore il suo assassinio in uno scambio di battute tra la tragedia e la farsa:

«Mo...ro mo...ro cu...scinu... Fu... fu... moro... cuscinu» 

«Vuole un cuscino?» gli spiò (chiese) Giovanni intordonuto (sbalordito)

«Ffffff.... aaaaaa... nnnnnn... cu... lo...» disse il parrino (prete)... e morì 

Il prete ha rivelato a Bovara che il suo uccisore è stato suo cugino (cuscinu) con il quale si contrastava da anni per certe proprietà. L'ispettore corre ad avvertire i carabinieri e lungo la strada racconta a tutti l'accaduto e la denuncia del morto.
Ma sarà proprio lui invece a essere accusato della morte del prete da testimoni e dallo stesso cugino. Il processo a suo carico sembra portare inevitabilmente alla condanna, ma Bovara farà la “mossa del cavallo”, cioè "scavalcherà" la sua stessa mentalità e incomincerà a parlare e a ragionare in siciliano, recuperando il dialetto della sua infanzia, compenetrandosi così nel modo di agire di chi l'accusa, ribaltando la realtà a suo favore e salvandosi.

## Storia editoriale
Camilleri ci informa in una nota finale al romanzo quale sia stata la fonte storica da cui ha tratto ispirazione per la sua opera. Si tratta di un episodio raccontato da Leopoldo Franchetti nel suo saggio Politica e mafia in Sicilia, scritto nel 1876 e pubblicato nel 1995 dall'editore Bibliopolis di Napoli. Dal romanzo è stato tratto il film TV La mossa del cavallo - C'era una volta Vigata, trasmesso per la prima volta da Rai 1 il 26 febbraio 2018, con protagonista Michele Riondino.

## Trasposizione televisiva
Con il titolo La mossa del cavallo - C'era una volta Vigata, il 26 febbraio 2018 è stata trasmessa su Rai Uno la trasposizione filmica, prodotta da Rai Fiction, regia di Gianluca Maria Tavarelli, sceneggiatura di  Andrea Camilleri, Francesco Bruni e Leonardo Marini, con gli attori Michele Riondino e Ester Pantano.
È stata la prima trasposizione televisiva di un romanzo storico di Camilleri.

## Edizioni
- La mossa del cavallo, Collana Scala italiani, Milano, Rizzoli, 1999, ISBN 978-88-17-86083-3.
- La mossa del cavallo, Milano, SuperPocket, 2000,  pp. 248, cap.13, ISBN 88-462-0141-8.
- La mossa del cavallo, con una nuova Nota dell'Autore, Collana La memoria n.1055, Palermo, Sellerio, 2017, ISBN 978-88-38-93605-0.